# The Cost
The Cost je v pořadí šesté studiové album hudební skupiny The Frames. Nejprve bylo vydáno 22. září 2006 v Irsku pod vydavatelstvím Plateau Records. 20. února 2007 pak bylo vydáno celosvětově pod vydavatelstvím ANTI-. Předcházející album Burn the Maps bylo vydáno o dva roky dříve.
Tři písně, které se na albu vyskytly, byly vydány již dříve. A to skladby „Rise“, která vyšla roku 2001 jako B-strana singlu Lay Me Down, dále oscarová píseň „Falling Slowly“ a „When Your Mind's Made Up“, které vyšly na debutovém albu Glena Hansarda a Markéty Irglové The Swell Season.

## Seznam skladeb
1. „Song For Someone“
2. „Falling Slowly“
3. „People Get Ready“
4. „Rise“
5. „When Your Mind's Made Up“
6. „Sad Songs“
7. „The Cost“
8. „True“
9. „The Side You Never Get To See“
10. „Bad Bone“